# Первомайский (Почепский район)
Первома́йский — посёлок в Почепском районе Брянской области. Административный центр Гущинского сельского поселения.

## История
В 1964 году указом Президиума Верховного Совета РСФСР посёлку центральной усадьбы опытно-производственного хозяйства «Первомайское» присвоено наименование Первомайский.

## Население
| 2010 | 2013 |
| ---- | ---- |
| 833  | ↘815 |

## Улицы
| - ул. Лесная, - ул. Молодёжная, - ул. Новая, - ул. Октябрьская, | - ул. Полянская, - ул. Почепская, - ул. Садовая, - ул. Школьная. |